# Basselinia
Genre
Classification phylogénétique
Synonymes
- Alloschmidia  H.E.Moore
- Microkentia   H.Wendl. ex Benth. & Hook.f.
- Nephrocarpus   Dammer

Basselinia est un genre de la famille des Arecaceae (Palmiers) comprenant des espèces natives de la Nouvelle-Calédonie.

## Classification
- Sous-famille des Arecoideae
  - Tribu des Areceae
    - Sous-tribu des Basseliniinae

## Espèces
- Basselinia deplanchei (Brongn. & Gris) Vieill., Bull. Soc. Linn. Normandie, II, 6: 232 (1873).
- Basselinia eriostachys (Brongn.) Becc. , Nova Caledonia, Bot. 1: 123 (1920)
- Basselinia favieri H.E.Moore, Allertonia 3: 363 (1984).
- Basselinia glabrata Becc., Webbia 5: 145 (1921).
- Basselinia gracilis (Brongn. & Gris) Vieill., Bull. Soc. Linn. Normandie, II, 6: 231 (1873).
- Basselinia humboldtiana (Brongn.) H.E.Moore, Allertonia 3: 365 (1984).
- Basselinia iterata H.E.Moore, Allertonia 3: 366 (1984).
- Basselinia moorei Pintaud & F.W.Stauffer, Candollea 66: 150 (2011)
- Basselinia pancheri (Brongn. & Gris) Vieill., Bull. Soc. Linn. Normandie, II, 6: 232 (1873).
- Basselinia porphyrea H.E.Moore, Allertonia 3: 367 (1984).
- Basselinia sordida H.E.Moore, Allertonia 3: 361 (1984).
- Basselinia tomentosa Becc., Webbia 5: 141 (1921).
- Basselinia velutina Becc., Webbia 5: 143 (1921).
- Basselinia vestita H.E.Moore, Allertonia 3: 368 (1984).